# Botanic Gardens Conservation International
Botanic Gardens Conservation International (BGCI) je mezinárodní organizace sdružující botanické zahrady. Jejím cílem je především záchrana genofondu planých i kulturních rostlin. Sídlí v Anglii v Královské botanické zahradě.

## Základní dokumenty BGCI
- International agenda for botanic gardens in conservation  (anglicky)
- Plants for life: medicinal plants conservation and botanic gardens  (anglicky)
- The Global strategy for plants conservation   (anglicky)
- The Darwin Technical Manual  (anglicky)